# Adolphe Nourrit
Adolphe Nourrit (Montpeller, França, 3 de març de 1802 - Nàpols, Itàlia, 8 de març de 1839), fou un compositor i principalment tenor francès.
Fill d'un antic i famós tenor que havia cantat a l'Òpera de París, el seu pare, no obstant, volia dedicar-lo al comerç, però Nourrit que estava dotat d'una bella veu de tenor, estudià cant en secret i, mercès a la intervenció del seu mestre Manuel del Pópulo Vicente García més conegut com a Manuel García, fou admès el 1821 en l'Òpera, presentant-se al públic amb el rol de Pilades d'Iphigénie en Aulide, de Gluck, assolint un gran èxit.
En retirar-se el seu pare del teatre el 1825, el succeí Adolphe que, en poc temps, es convertí en l'ídol del públic i en l'artista favorit dels compositors, creant en aquella època Robert le diable i Els Hugonots de Meyerbeer: Guillaume Tell de Rossini; La Juive de Halévy: etc.
El 1837 en ser contractat Gilbert Duprez, abandonà l'Òpera i va fer diversos viatges per França, Bèlgica i Itàlia, però disgustat per la decadència de les seves facultats, una nit, després de la representació de Norma, a Nàpols es llençà per una finestra matant-se. Nourrit també fou un compositor força apreciable, i va escriure alguns balls com: La silfide, La tempestad, El diablo cojuelo, etc.